# Tony Ann
Tony Ann (Vancouver, 23 gennaio 1994) è un pianista e compositore canadese.
È noto per il suo stile musicale che fonde elementi della musica classica, neoclassica e contemporanea, spesso caratterizzato da armonie complesse e melodie espressive. Ha ottenuto un vasto seguito online grazie alle sue esibizioni e composizioni pubblicate su piattaforme come YouTube, Instagram e TikTok.

## Biografia
Nato a Vancouver, nella Columbia Britannica, in Canada, Tony Ann ha iniziato lo studio del pianoforte in giovane età. Ha dimostrato un precoce talento per lo strumento e la composizione, sviluppando uno stile distintivo che incorpora tecniche classiche con sensibilità moderne.

## Carriera musicale
La carriera di Tony Ann ha avuto un'impennata grazie alla sua presenza sui social media, dove ha iniziato a pubblicare brevi video delle sue esibizioni e arrangiamenti. La sua abilità nel creare melodie accattivanti e armonie ricche ha rapidamente attirato l'attenzione di un vasto pubblico internazionale.
È particolarmente apprezzato per la sua capacità di reinterpretare brani popolari in chiave classica o neoclassica, oltre a comporre pezzi originali che esplorano nuove sonorità. Le sue composizioni sono spesso descritte come evocative, con una forte enfasi sulla melodia e sull'espressività emotiva.
Nel corso della sua carriera, Tony Ann ha pubblicato diversi EP, che ha consolidato la sua reputazione come innovatore nel panorama della musica strumentale contemporanea.
Ha collaborato con artisti di fama internazionale, tra cui i The Chainsmokers, contribuendo con le sue abilità pianistiche e compositive. Ha anche partecipato a tour e apparizioni televisive, portando la sua musica a un pubblico più ampio.

## Stile musicale e influenze
Lo stile di Tony Ann è una fusione unica di generi. Le sue composizioni riflettono una profonda conoscenza della teoria musicale e dell'armonia, spesso impiegando progressioni di accordi non convenzionali e strutture melodiche intricate. Le sue influenze spaziano dai grandi compositori classici a musicisti contemporanei, con una chiara inclinazione verso la musica neoclassica e strumentale.
È noto per la sua destrezza tecnica al pianoforte, unita a una notevole sensibilità interpretativa che rende le sue performance sia impressionanti che toccanti.

## Discografia

### EP
- Emotions (2024)

- 360° (2025)

## Collaborazioni degne di nota
- The Chainsmokers

## Riconoscimenti e successi online
Tony Ann ha accumulato milioni di visualizzazioni e follower sulle principali piattaforme di social media, dimostrando la sua capacità di connettersi con un vasto pubblico globale attraverso la sua musica. La sua popolarità online è un indicatore significativo del suo impatto culturale nel mondo della musica contemporanea.